# Leichtathletik-Europameisterschaften 2006/20 km Gehen der Frauen

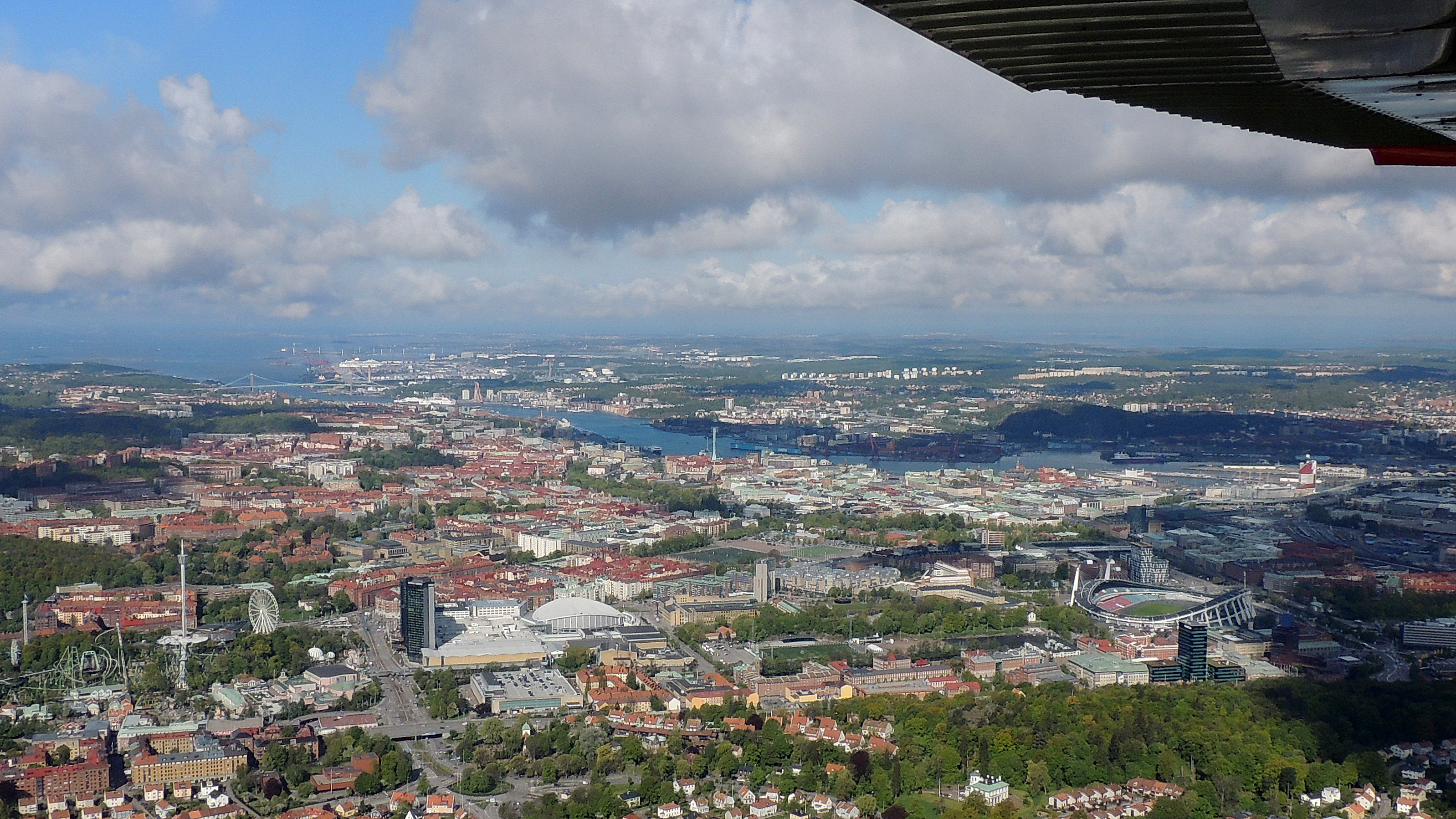
Blick auf Göteborg im Jahr 2015

Das 20-km-Gehen der Frauen bei den Leichtathletik-Europameisterschaften 2006 wurde am 9. August 2006 in den Straßen der schwedischen Stadt Göteborg ausgetragen.
Europameisterin wurde die belarussische Vizeweltmeisterin von 2005 Ryta Turawa. Sie gewann vor der Russin Olga Kaniskina. Bronze ging an die Italienerin Elisa Rigaudo.

## Rekorde
Anmerkung:

Die früher bestehende Praxis, Rekorde im Marathonlauf und Straßengehen wegen der unterschiedlichen Streckenbeschaffenheiten mit Ausnahme von Meisterschaftsrekorden nicht zu führen, wurde seit dem Jahr 2003 nicht mehr angewendet. Seitdem gibt es auch in diesen Straßenwettbewerben offizielle Rekorde.

### Bestehende Rekorde
| Weltrekord           | 1:25:41 h | Olimpiada Iwanowa | Helsinki, Finnland      | 7. August 2005 |
| Europabestzeit       | 1:25:41 h | Olimpiada Iwanowa | Helsinki, Finnland      | 7. August 2005 |
| Meisterschaftsrekord | 1:26:42 h | Olimpiada Iwanowa | EM München, Deutschland | 7. August 2002 |

Der bestehende EM-Rekord wurde bei diesen Europameisterschaften nicht erreicht. Mit ihrer Siegzeit von 1:27:08 h blieb die belarussische Europameister Ryta Turawa 26 Sekunden über dem Rekord. Zum Welt- und Europarekord fehlten 1:27 min.

### Rekordverbesserungen
Im Wettbewerb am 9. August wurden drei neue Landesrekorde aufgestellt:
- 1:30:31 h – Sylwia Korzeniowska, Polen
- 1:31:02 h – Jolanta Dukure, Lettland
- 1:32:14 h – Zuzana Malíková, Slowakei

## Durchführung
Hier gab es keine Vorrunde, alle 24 Geherinnen traten gemeinsam zum Finale an.

## Legende
Kurze Übersicht zur Bedeutung der Symbolik – so üblicherweise auch in sonstigen Veröffentlichungen verwendet:
| NR  | Nationaler Rekord                        |
| DNF | Wettkampf nicht beendet (did not finish) |
| DSQ | disqualifiziert                          |

## Ergebnis
9. August 2006, 17:15 Uhr
| Platz | Name                 | Nation      | Zeit (h)   |
| ----- | -------------------- | ----------- | ---------- |
| 1     | Ryta Turawa          | Belarus     | 1:27:08    |
| 2     | Olga Kaniskina       | Russland    | 1:28:35    |
| 3     | Elisa Rigaudo        | Italien     | 1:28:37    |
| 4     | Kjersti Plätzer      | Norwegen    | 1:28:45    |
| 5     | Claudia Ștef         | Rumänien    | 1:29:27    |
| 6     | Sabine Zimmer        | Deutschland | 1:29:56    |
| 7     | Sylwia Korzeniowska  | Polen       | 1:30:31 NR |
| 8     | Vera Santos          | Portugal    | 1:30:41    |
| 9     | Jolanta Dukure       | Lettland    | 1:31:02 NR |
| 10    | Melanie Seeger       | Deutschland | 1:31:29    |
| 11    | Ana Maria Groza      | Rumänien    | 1:31:35    |
| 12    | Inês Henriques       | Portugal    | 1:31:58    |
| 13    | Zuzana Malíková      | Slowakei    | 1:32:14 NR |
| 14    | Susana Feitor        | Portugal    | 1:32:19    |
| 15    | María Vasco          | Spanien     | 1:32:50    |
| 16    | Gisella Orsini       | Italien     | 1:33:10    |
| 17    | Galina Kolpakowa     | Russland    | 1:33:39    |
| 18    | Rossella Giordano    | Italien     | 1:33:56    |
| 19    | María José Poves     | Spanien     | 1:35:03    |
| 20    | Beatriz Pascual      | Spanien     | 1:36:03    |
| 21    | Sonata Milušauskaitė | Litauen     | 1:36:20    |
| 22    | Monica Svensson      | Schweden    | 1:38:25    |
| DNF   | Kristina Saltanovič  | Litauen     |            |
| DSQ   | Elena Ginko          | Belarus     |            |

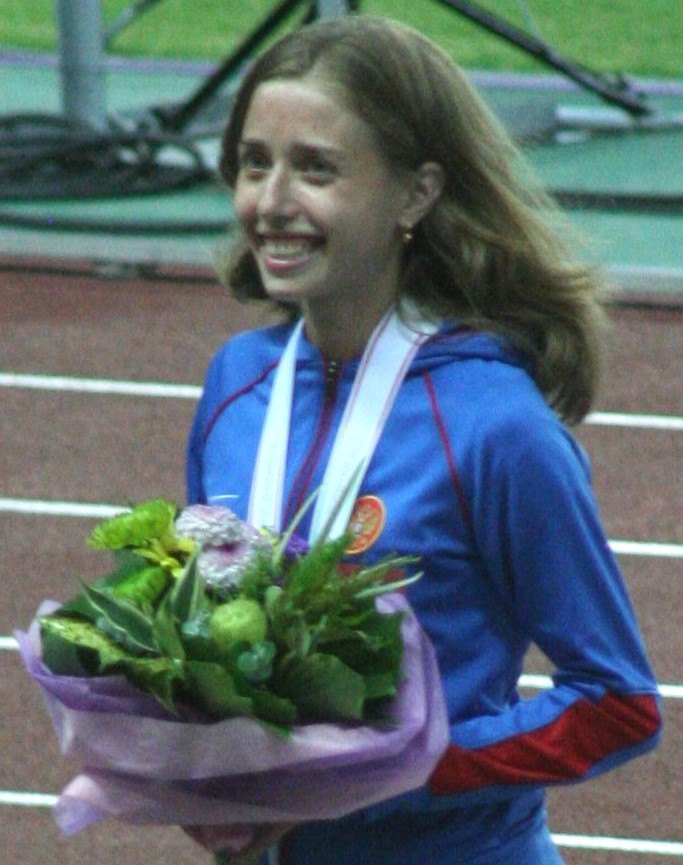
Vizeeuropameisterin Olga Kaniskina – 2007 wurde sie Weltmeisterin, 2008 Olympiasiegerin, ab August 2009 mit einer dopingbedingten dreijährigen Sperre belegt

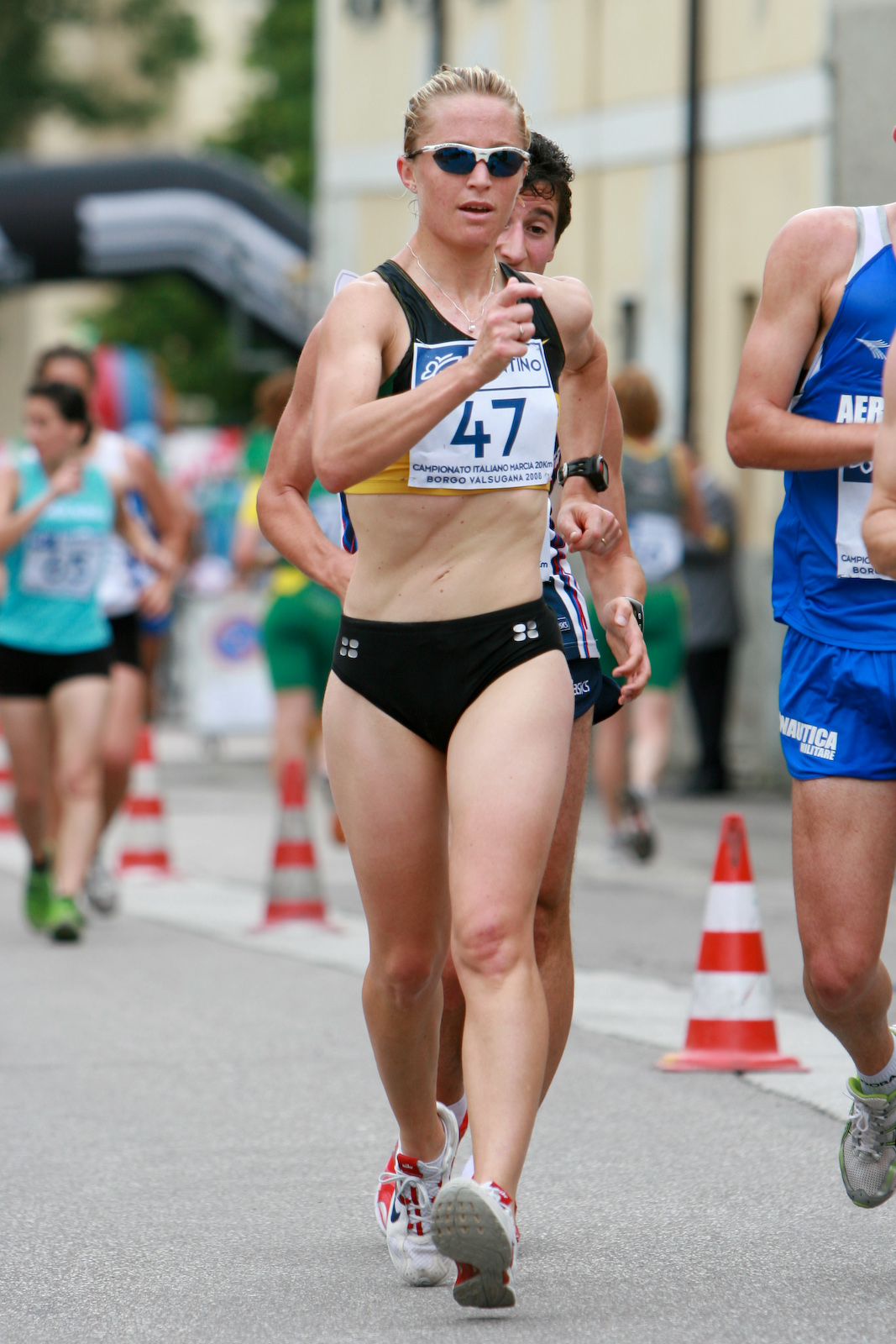
Bronzemedaillengewinnerin Elisa Rigaudo – 2008 Olympiadritte

Ryta Turawa setzte sich bereits im Stadion unmittelbar nach dem Start deutlich von allen Verfolgerinnen ab und ging zu einem in keiner Phase des Wettbewerbs gefährdeten Start-Ziel-Sieg. Sie ist die Schwester von Alesja Turawa, die in Göteborg den 3000-Meter-Hindernislauf gewann. Die Polin Sylwia Korzeniowska – auf Rang sieben mit neuem Landesrekord – ist die jüngere Schwester des erfolgreichen Gehers Robert Korzeniowski, der bei Europameisterschaften 1998 und 2002 den Titel im 50-km-Gehen errungen hatte.

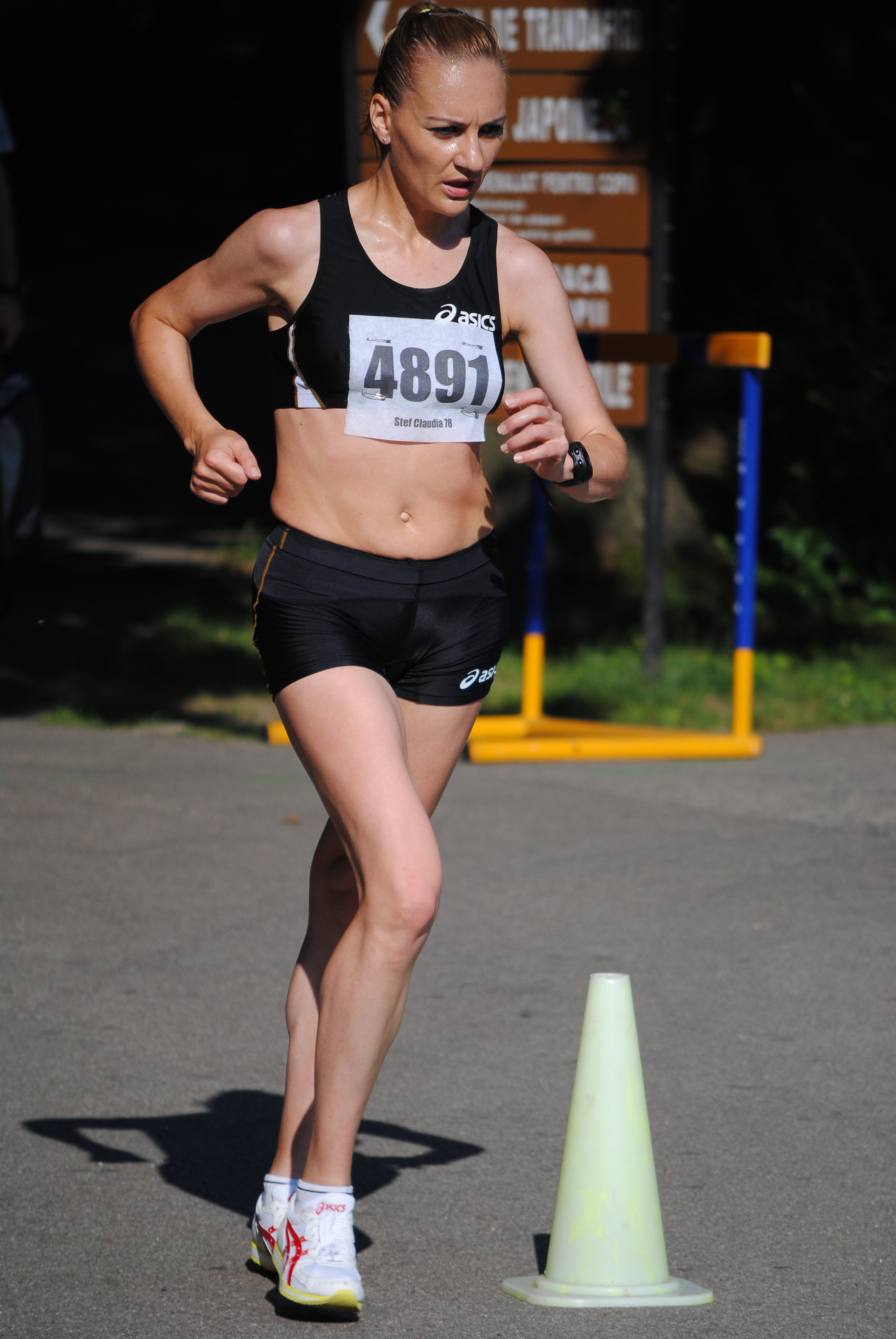
Claudia Ștef – Rang fünf
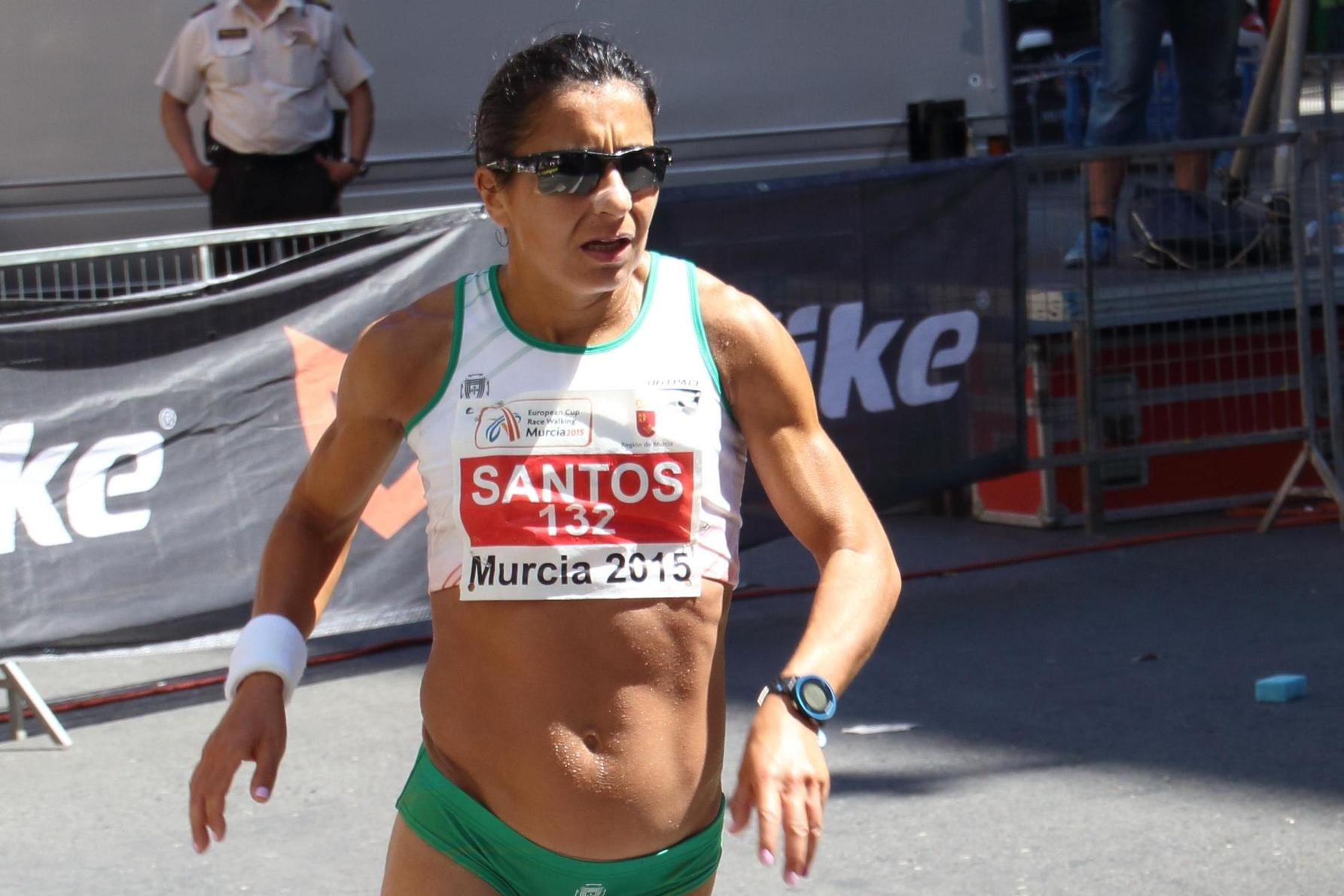
Vera Santos – Rang acht
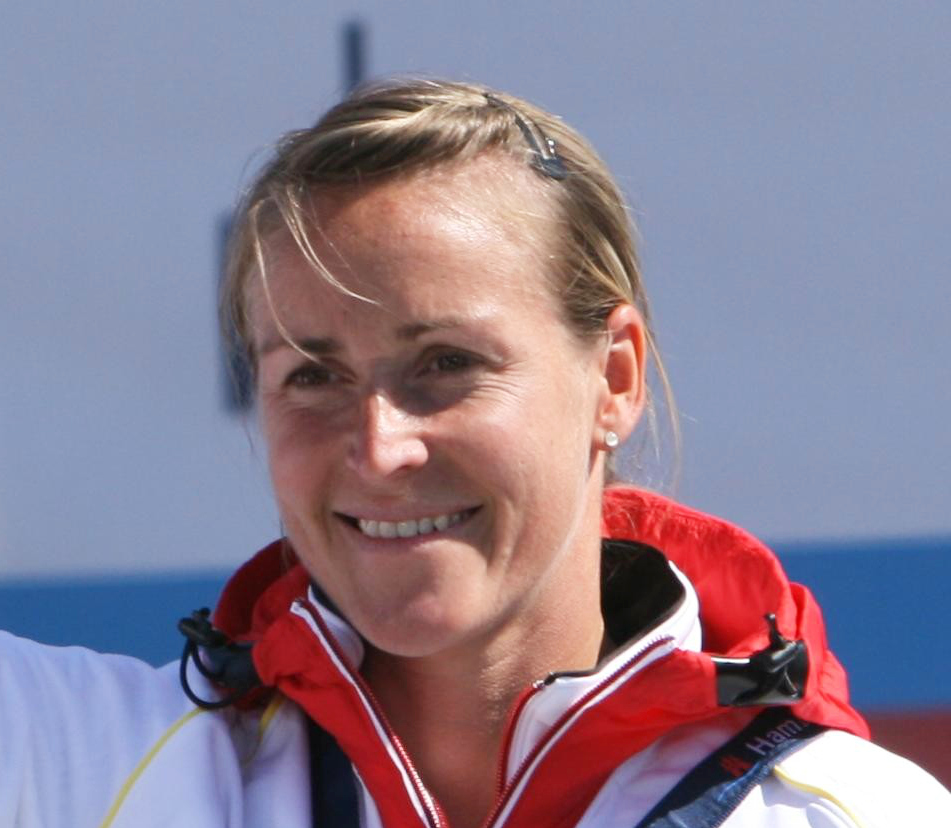
Melanie Seeger – Rang zehn
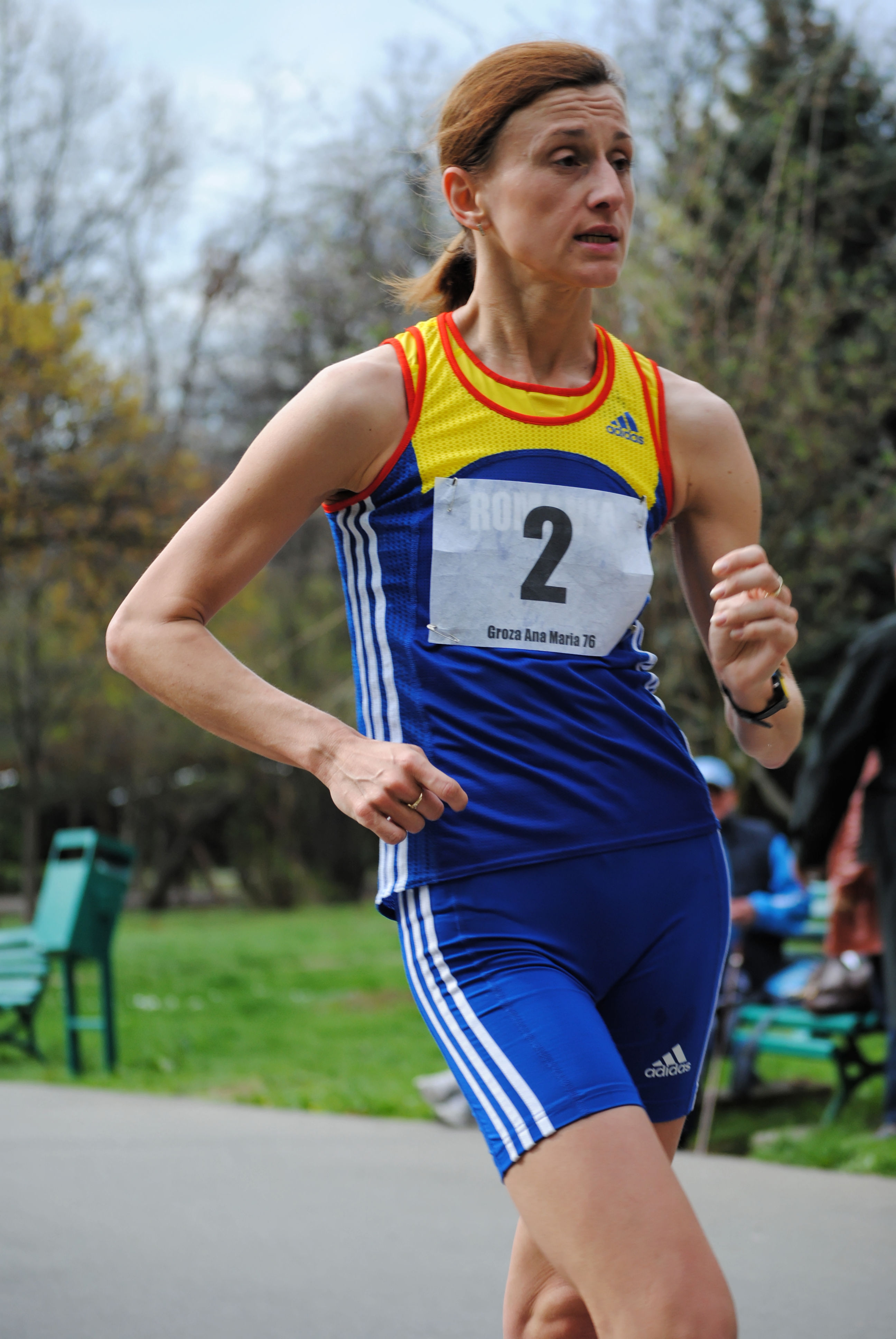
Ana Maria Groza – Rang elf

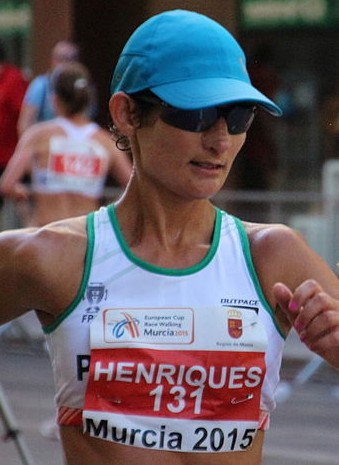
Inês Henriques kam auf den zwölften Platz – sie war später vor allem erfolgreich auf der 50-km-Distanz (Weltmeisterin 2017, Europameisterin 2018)
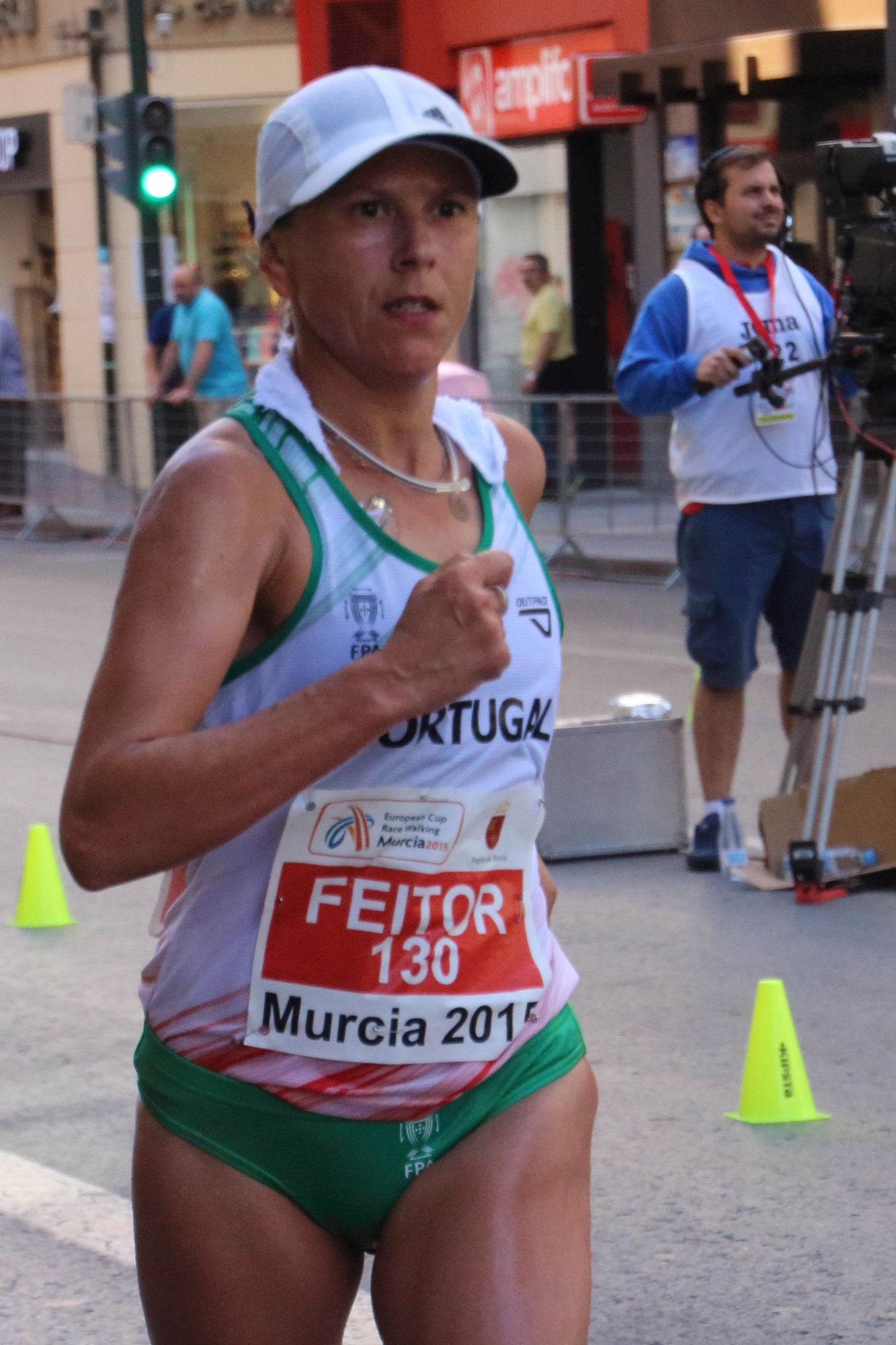
Die WM-Dritte von 2005 Susana Feitor erreichte Platz vierzehn
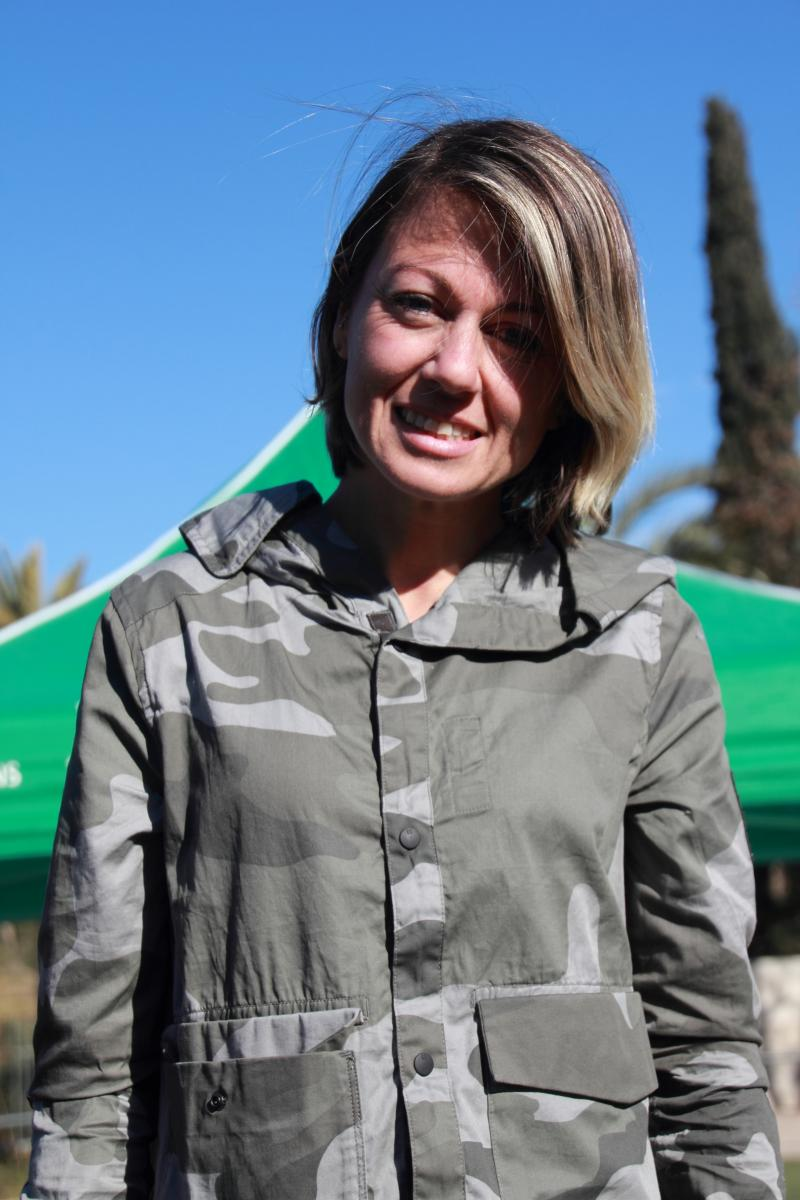
María Vasco, 2000 Olympiadritte, wurde Fünfzehnte – 2007 gab es für sie WM-Bronze
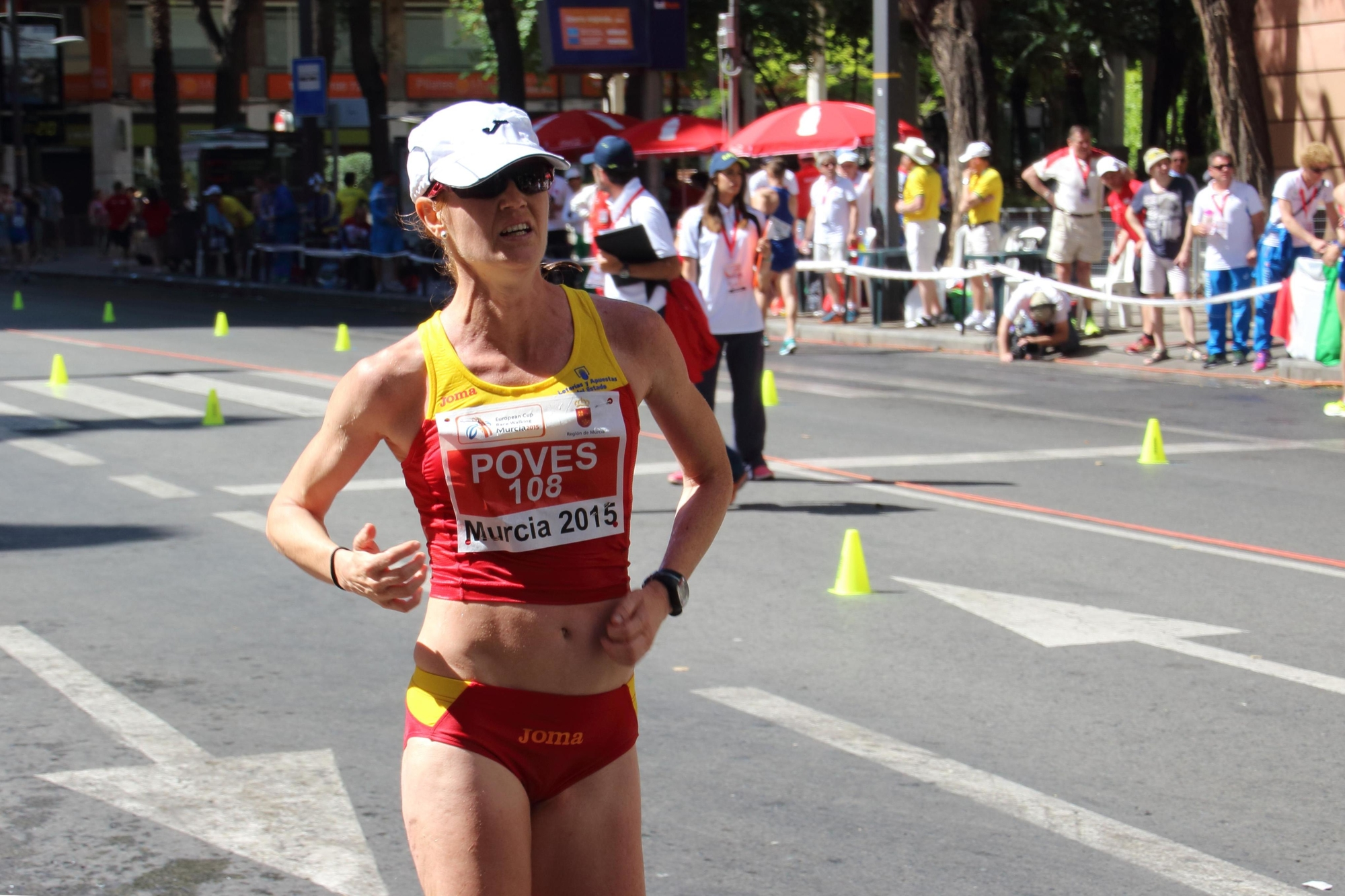
María José Poves – Rang neunzehn
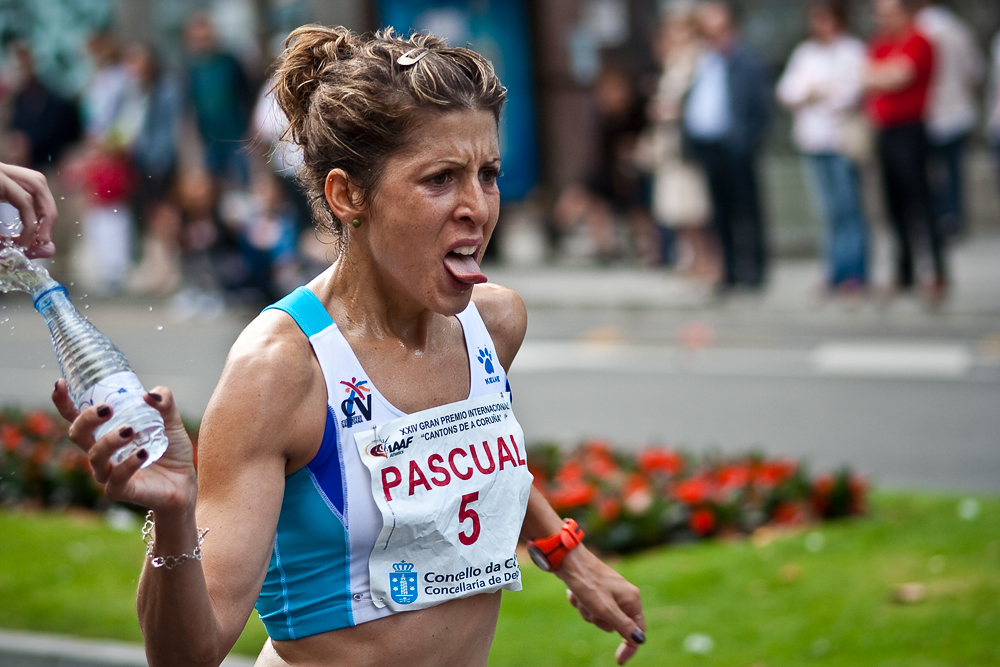
Beatriz Pascual – Rang zwanzig

## Videolink
- Atletica Europei Göteborg 2006 Marcia 20 km Sidoti, youtube.com, abgerufen am 31. Januar 2023